# 東頸城丘陵
東頸城丘陵（ひがしくびききゅうりょう）は新潟県南部、高田平野（頸城平野）と信濃川沿いの十日町盆地との間にある丘陵。

## 地理
新潟県・長野県境の関田山塊（海抜1000メートル超）から北へ延びる丘陵で、上越市、十日町市から柏崎市、小千谷市および長岡市南部に至る。さらに北は長岡市西部の西山丘陵に連なり西山丘陵から大河津分水路を跨いで国上山や弥彦山、角田山にも連なっている。
海抜500メートルを超える山も多く、北西端には993メートルの米山がある。山は南西-北東方向にいくつかの列をなし、間に渋海川、鯖石川などの川が流れる。
第三紀層からなり、特に地すべり地帯として知られる。この周辺は構造運動が激しく活断層が多い（新潟県中越地震・新潟県中越沖地震も東頸城丘陵の北端近くで起きた）。東側には十日町盆地をはさんで魚沼丘陵が南北に走っているが、ともに東西方向の圧縮を受けて隆起した褶曲帯である。

高田平野より望む関田山塊

## 交通
中央部を鉄道の北越急行ほくほく線が貫いており、鍋立山トンネルがある。道路では国道253号の上越魚沼地域振興快速道路がある。